# Akademischer Verein Motiv Berlin

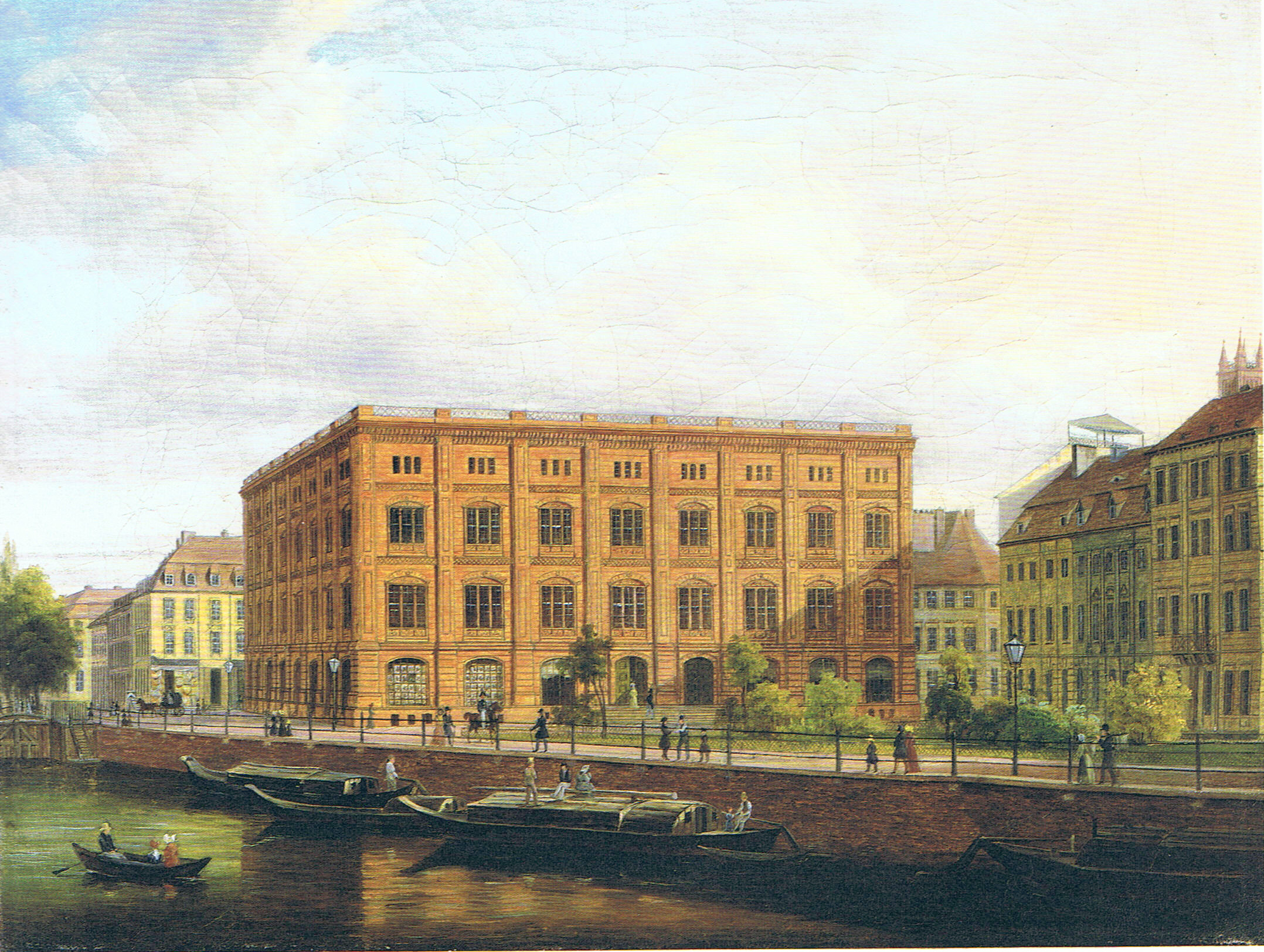
Berliner Bauakademie, 1838

Die Akademische Vereinigung Motiv (auch: Akademischer Verein Motiv, AV Motiv) ist eine am 5. Juni 1847 von Studenten der Allgemeinen Bauschule, der späteren Berliner Bauakademie, gegründete Studentenverbindung. Gründungsvater war Wilhelm Stier.

## Allgemeines

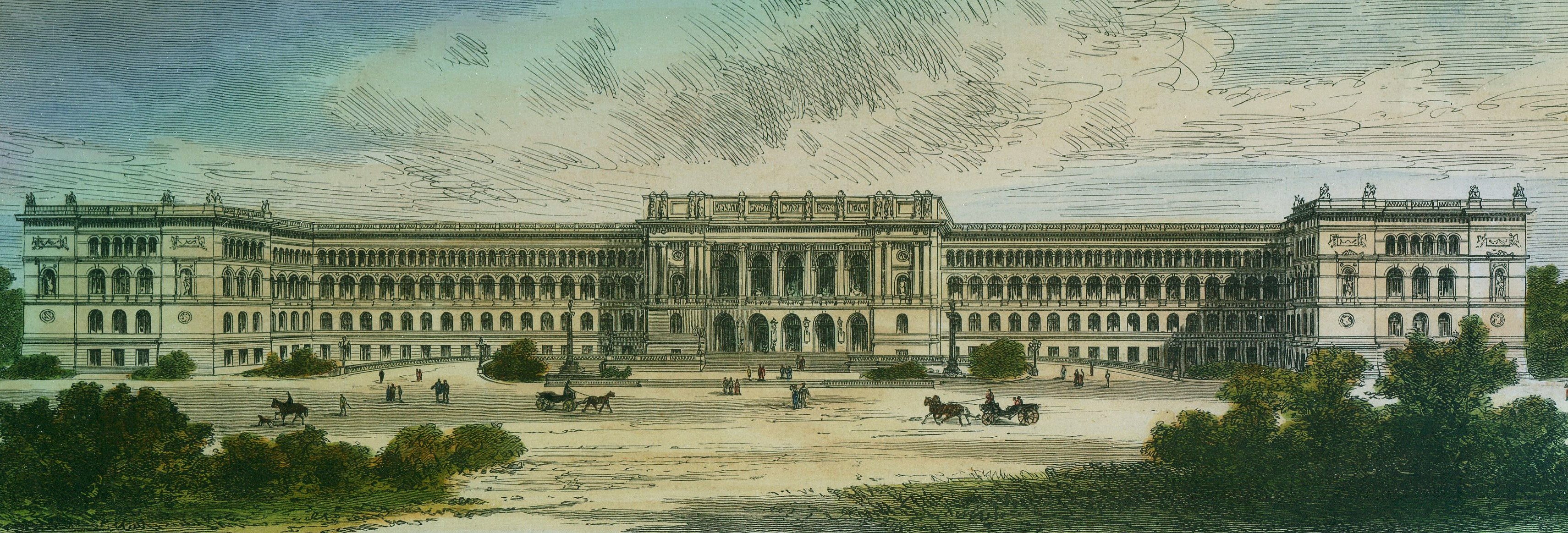
Technische Hochschule Charlottenburg, um 1880

Zweck und Ziel des AV Motiv ist es, Studenten in fachlicher, geistiger und wirtschaftlicher Hinsicht zu unterstützen und darüber hinaus das studentische Leben, den Gedankenaustausch zwischen Studenten aller Fachbereiche und die Pflege der Schönen Künste zu fördern.
Im Jahr 1897 hatte der Verein 1570 Mitglieder, von denen viele an der Technischen Hochschule Charlottenburg studierten. Heute sind es 24 studentische Mitglieder und über 100 Alte Herren/Alte Damen.

## Geschichte

### Stierspritze

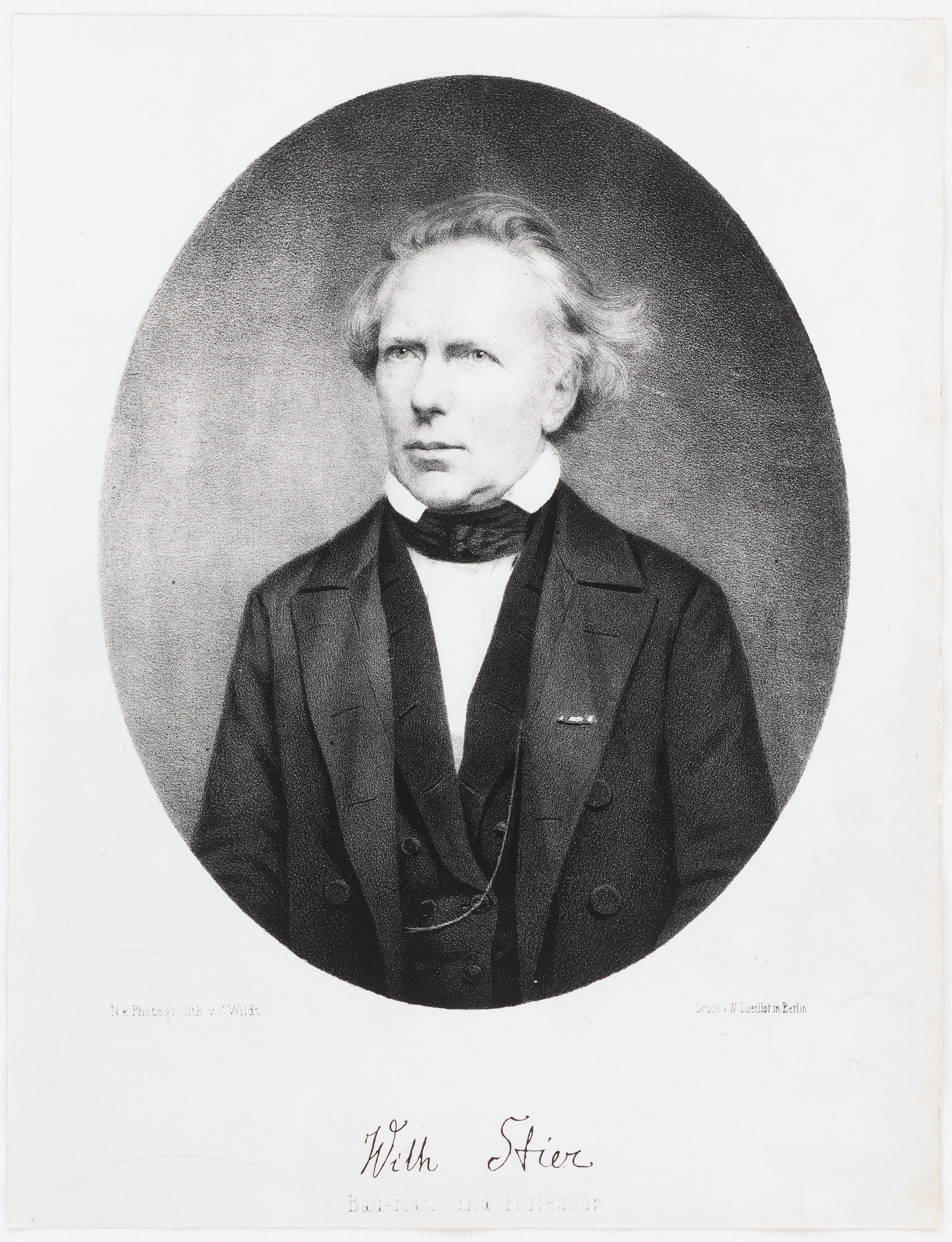
Wilhelm Stier

Eine Gruppe von neu eingeschriebenen Studenten der Allgemeinen Bauschule (später: Königliche Bauakademie zu Berlin) um den Studenten Hugo Natus war von der Person und den Vorlesungen ihres Professors Wilhelm Stier beeindruckt. Gemeinsam mit Studenten älteren Semesters, die ihre Begeisterung teilten, führten sie anlässlich seines Geburtstags am 8. Mai 1847 mit einem dreifach besetzten Quartett ein Ständchen auf und veranstalteten nach der Darbietung mit Stier einen Ausflug nach Tegel.
Fortan wurden die Geburtstage von Stier ebenso durch Ständchen und Ausflug begangen; diese Tradition wurde auch nach seinem frühen Tode und wird bis heute durch eine jährliche Versammlung an seinem Grabe jeweils am Himmelfahrtstag fortgesetzt.

### Vereinsgründung
In der Folgezeit trafen die Studenten sich regelmäßig zu Gesangsübungen und gründeten am 5. Juni 1847 einen Verein zur Ausbildung und Pflege des Männergesangs, der später – nach einem Lieblingsbegriff Stiers – den Namen „das Motiv“ erhielt.
Schon bald ließ der Kreis allerdings auch einen „dritten Bass“ zu, dessen Mitglieder zwar nicht geeignet waren, in einem Männerquartett (erster und zweiter Tenor, erster und zweiter Bass) mitzusingen, aber umso lieber an den geselligen Veranstaltungen des jungen Vereins teilnahmen. Die geselligen Abende, Trinkfeste und Ausflüge rückten damit früh in den Vordergrund des Vereinsgeschehens.
Im Anschluss an die Februarrevolution 1848 in Paris fanden im März 1848 Auseinandersetzungen zwischen Militär und Zivilisten in Berlin statt. Viele der Mitglieder schlossen sich der allgemeinen Bürgerwehr an und waren Teil des Künstler-Korps unter dem Geheimen Oberbaurat Gotthilf Hagen. Im November 1848 wurde der Belagerungszustand durch General Friedrich von Wrangel, der mit seinen Truppen in Berlin einzog, verhängt. Die Bürgerwehr ergab sich dem General nach Absprache. Die Bauschule wurde geschlossen. Die Situation in Berlin entspannte sich aber in den nächsten Monaten wieder.

### Wachstum
Trotz der Zeitläufte erhielt das Motiv erheblichen Zulauf und wuchs in den ersten fünf Jahren seines Bestehens auf 161 Namen im Verzeichnis an.
Neben den Quartettgesang traten ab 1852 theatralische Darbietungen, die als „Mimik“ bezeichnet wurden und eine frühe Form des Kabaretts oder Sketches darstellten. Hierfür mussten Texte, Plakate und Bühnendekorationen hergestellt werden, sodass sich für den großen Kreis angehender Architekten ein umfangreiches Betätigungsfeld bot.

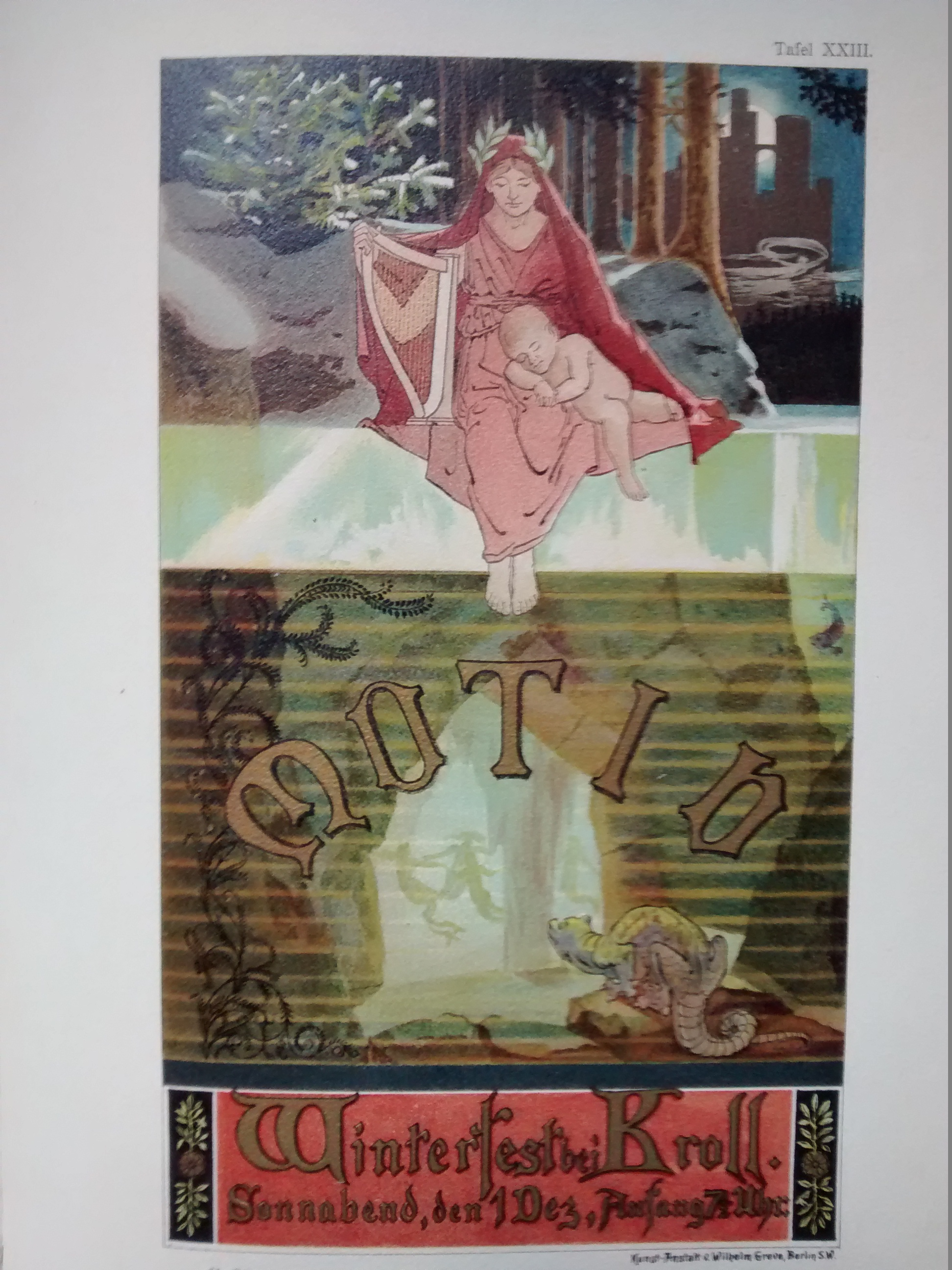
Einladung zum Winterfest, 1896

Kennzeichnend war dabei früh eine Leichtigkeit und Ironie, die sich von dem ernsthafteren Gebaren anderer Verbindungen absetzte. So wurde und wird der Vorsitzende „Liedervater“ genannt, während die schauspielerische Organisation einem „Thespiskärrner“ oblag. Eine 1859 erfolgte, nur kurze Zeit bestehende Ausgründung in Stettin führte den Namen „Hohlkehle“ und stand unter der Leitung eines „Kehlkopfs“. Ein seit 1863 installiertes „Ordenskapitel“, bestehend aus „Komthur“, „Marschall“ und „Herold“, tritt mit feierlichen Klängen und fantasievollen Kostümen auf, verteilt Blechorden und – natürlich mit einer Reißschiene – Ritterschläge und spricht in Knittelversen fast wie das zeitgleich entstandene Kölner Dreigestirn des Karnevals.
Im Jahr 1865 trat rund die Hälfte der 105 neu eingeschriebenen Studenten der Bauakademie dem Motiv bei. 1869 entstand aus dem Motiv eine Studierendenvertretung.
Im Deutsch-Französischen Krieg von 1870/1871 wurden etwa 300 Mitglieder des Motivs von der Armee König Wilhelms I. rekrutiert. Einige davon starben im Feld, andere veranstalteten noch während ihres Einsatzes in Tonnerre eine Zweigversammlung, bei der zwischen dem Donner der Geschütze in alter Tradition Quartette gesungen wurden. Der Krieg hatte keine großen Lücken in der Mitgliederzahl hinterlassen. 60 der Mitglieder wurden bei ihrer Rückkehr mit dem Eisernen Kreuz geehrt. Zum Begrüßungsfest versammelten sich 1871 über 600 Mitglieder und Gäste.

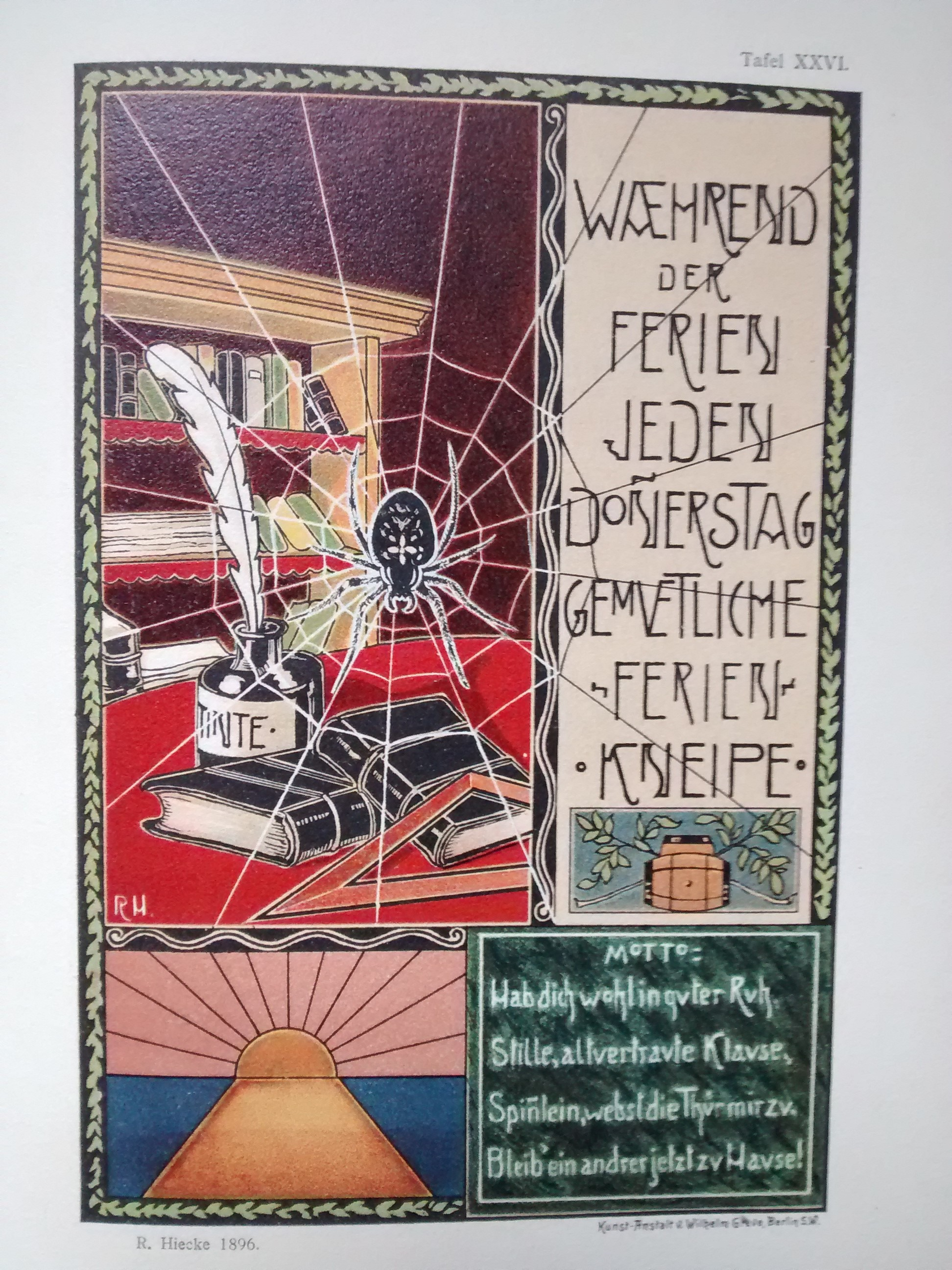
Plakat zur Ferienkneipe

Das Motiv seitens der Bauakademie und die ähnlich stark an der Gewerbeakademie positionierte „Hütte“ trieben den schließlich 1879 geglückten Zusammenschluss beider Institute zur Technischen Hochschule Charlottenburg voran.
An dieser blieb das Motiv eine wesentliche Stimme der Studierenden, öffnete sich nunmehr aber auch für andere – technische – Fachrichtungen. Die Zahl der Neuaufnahmen war schon zur Zeit der Bauakademie infolge einer Studienverkürzung drastisch eingebrochen (1876: 150 Neuaufnahmen, 1878: 58 Neuaufnahmen). An der Technischen Hochschule pendelte sich die Zahl der neuen Mitglieder auf 20–30 jährlich ein. Obwohl die absolute Mitgliederzahl aufgrund der Altersstruktur weiter stieg, fühlte man Konkurrenzdruck, vielleicht auch den Zeitgeist. Das Motiv passte sich daraufhin in seinem Vereinsleben vorübergehend den anderen – schlagenden und farbentragenden – Verbindungen an.
1882 wurde der Verein Motiv in eine studentische Verbindung namens Akademischer Verein Motiv umgewandelt.

### Die Motivhaus Aktien-Gesellschaft

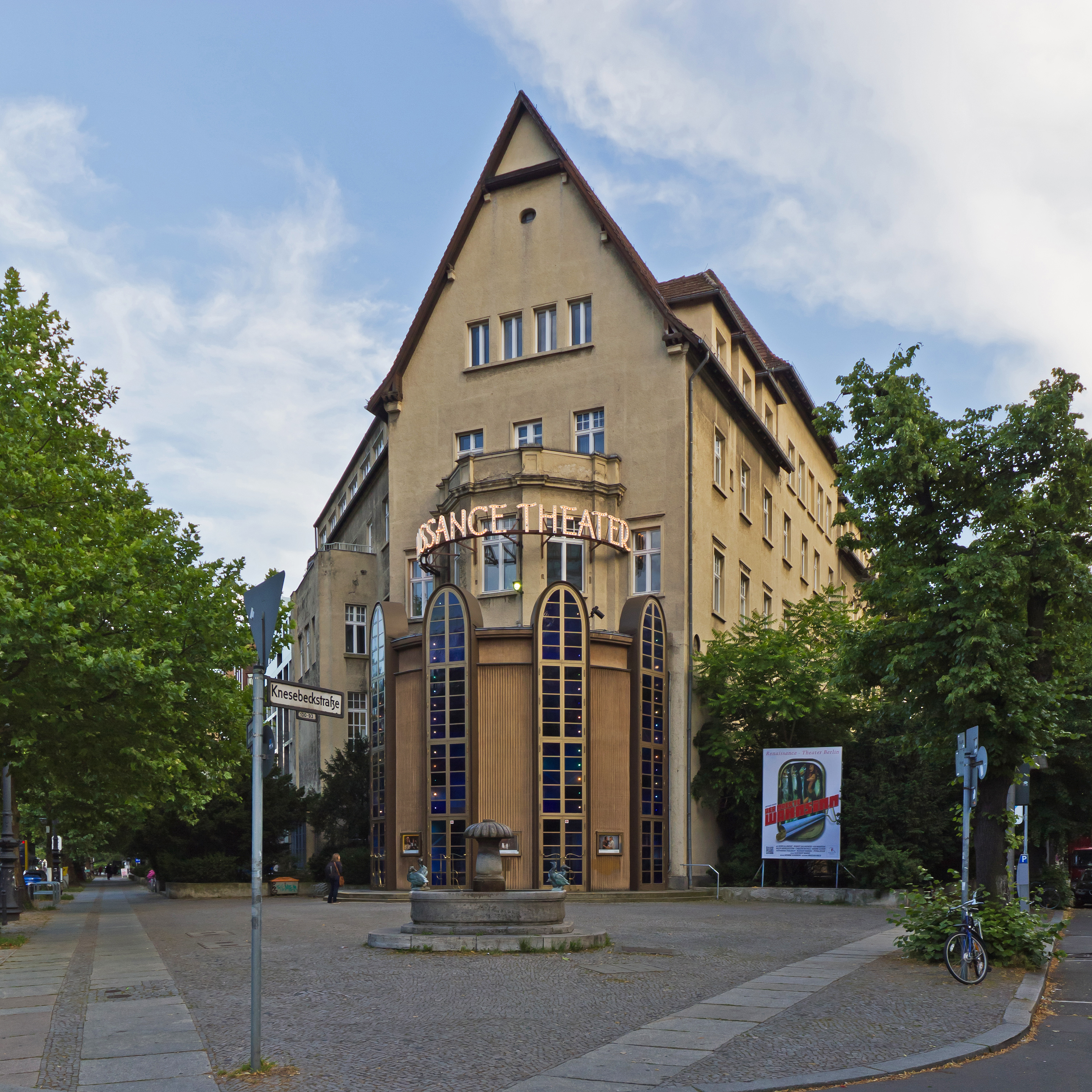
Renaissance-Theater, früheres Vereinshaus

Im Jahr 1897 erreichte der Verein eine Mitgliederzahl von 1570 Mitgliedern (davon knapp 100 aktive Mitglieder, der Rest waren Alte Herren). Das Vereinsleben fand wie bei anderen Verbindungen auch in wechselnden Lokalen statt, in denen allerdings für die umfangreichen Requisiten usw. einzelne Nebenräume fest angemietet wurden. Größere Feste wurden u. a. in der Krolloper gefeiert. In den Jahren 1901/1902 wurde in der Rechtsform der Aktiengesellschaft das erste Vereinshaus (Architekt: Konrad Reimer) in der Hardenbergstraße 6 – unmittelbar gegenüber der Technischen Hochschule Charlottenburg – errichtet. Neben den Vereinsräumen im Dachgeschoss umfasste das kommerziell betriebene Objekt öffentliche Gastronomie und zur Vermietung bestimmte Festsäle.
Man kalkulierte damit, dass die Hardenbergstraße als Verbindung zwischen den aufstrebenden, damals selbstständigen Großstädten Schöneberg und Charlottenburg und als natürliche Fortsetzung des Generalszugs erhebliche Bedeutung erlangen werde.
Tatsächlich entwickelte sich allerdings der vom Generalszug im stumpfen Winkel abbiegende Kurfürstendamm zur Geschäftsstraße, während die Hardenbergstraße überwiegend Wohnstraße blieb. Hinzu kommende konkurrierende Einrichtungen, insbesondere das Landwehr-Kasino, beeinträchtigten die Entwicklung weiter. Kurz vor Beginn des Ersten Weltkriegs kam es zum Notverkauf des Motivhauses, nachdem ein letzter Versuch des Vereins gescheitert war, den Wirtschaftsbetrieb in eigener Regie fortzuführen.
Das Motivhaus in der Hardenbergstraße wurde Kriegslazarett und nach dem Krieg Kino. Seit 1922 befindet sich das Renaissance-Theater in diesem Gebäude. Das Obergeschoss des Hauses diente von 1937 bis 1945 als Sitz der Reichsschrifttumskammer.

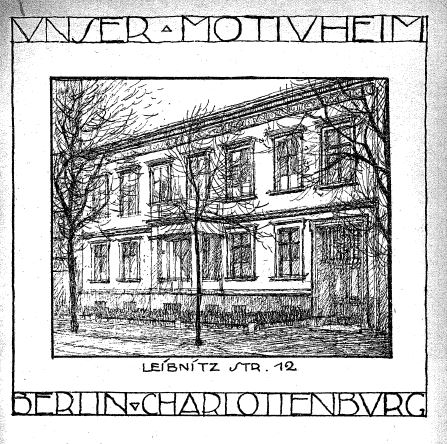
Zweites Motivhaus in der Leibnizstraße 12

Aus Mitgliederspenden wurde daraufhin ein neues Vereinsheim zur alleinigen Nutzung in der Leibnizstraße 12 / Ecke Bismarckstraße erworben, das bereits am 4. März 1916 – mitten im Ersten Weltkrieg – bezogen werden konnte. Dort wurde der Verein im Zweiten Weltkrieg ausgebombt.

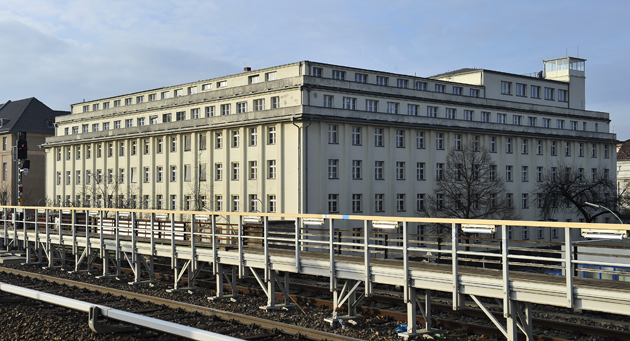
Mit Kommandobrücke: Provisorium in der Jebensstraße

Nach dem Krieg kam der AV Motiv im Dach des früheren Heereswaffenamtes in der Jebensstraße 1 am Bahnhof Zoo unter.

### Gleichschaltung: Die Kameradschaft Wilhelm Stier
Die nationalsozialistische „Machtergreifung“ führte sehr schnell zu Veränderungen. Im März 1933 beglückwünschte das Motiv noch herzlich das jüdische Mitglied Julius Abraham, das noch bei Wilhelm Stier selbst gehört hatte, feierlich zum 100. Geburtstag. Ein Jahr später unterlag die gesamte Vereinsleitung dem Führerprinzip; allerdings übte der „Führer des Motivs“, Reichsbahnoberrat Ludwig Frorath, seine alleinige Entscheidungsbefugnis dahin aus, sich die Mitglieder der bisherigen Vereinsgremien als „Berater in wichtigen Angelegenheiten“ beizustellen.
Die wenigen jüdischen Mitglieder traten nach Angaben der Zeitzeugen freiwillig und stillschweigend aus, um Schaden vom Verein abzuwenden. Das Motiv konnte als „Kameradschaft Wilhelm Stier“ das bisherige Vereinsleben weitgehend unverändert fortsetzen. Die Aktiven machten allerdings „freiwillig“ Wehrübungen in einem Wehrsportlager. Die wöchentliche Zusammenkunft, die seit Jahrzehnten am Donnerstag stattgefunden hatte, wurde auf den Montag gelegt, weil die Aktivitas an den Donnerstagabenden SA-Dienst hatte.

### Schaltpläne: Die Erfindung des Computers
Im Jahr 1935 begann der junge Alte Herr Konrad Zuse seine Erfindertätigkeit. Zuse war vielseitig künstlerisch begabt, hatte das Studium des Maschinenbaus und der Architektur sowie eine zwischenzeitliche Tätigkeit als Reklamezeichner jeweils abgebrochen, das Studium des Bauingenieurwesens abgeschlossen, eine anschließende Tätigkeit als Statiker bei den Henschel Flugzeug-Werken aber schnell wieder aufgegeben. Nunmehr baute er nach eigenen Ideen und ohne Finanzierung eine mechanische Rechenmaschine, die statische Berechnungen automatisieren sollte.
Da das universelle Genie Zuses den Umgang mit Menschen einschloss, überzeugte er nicht nur seine Familienangehörigen und Jugendfreunde, sondern auch etwa ein Dutzend studentische Mitglieder des AV Motiv von seiner Idee. Diese sägten über viele Monate hinweg Bleche aus und leisteten ähnliche Hilfsarbeiten und organisierten Geldspenden.
Den Arbeiten seiner Bundesbrüder schloss sich der auf dem Gebiet der Fernmeldetechnik versierte junge Alte Herr Helmut Schreyer an und gab die entscheidende Anregung, zukünftige Rechner auf Röhrenbasis zu bauen; dieser Gedanke wurde parallel zur Arbeit an der mechanischen Rechenmaschine verfolgt.

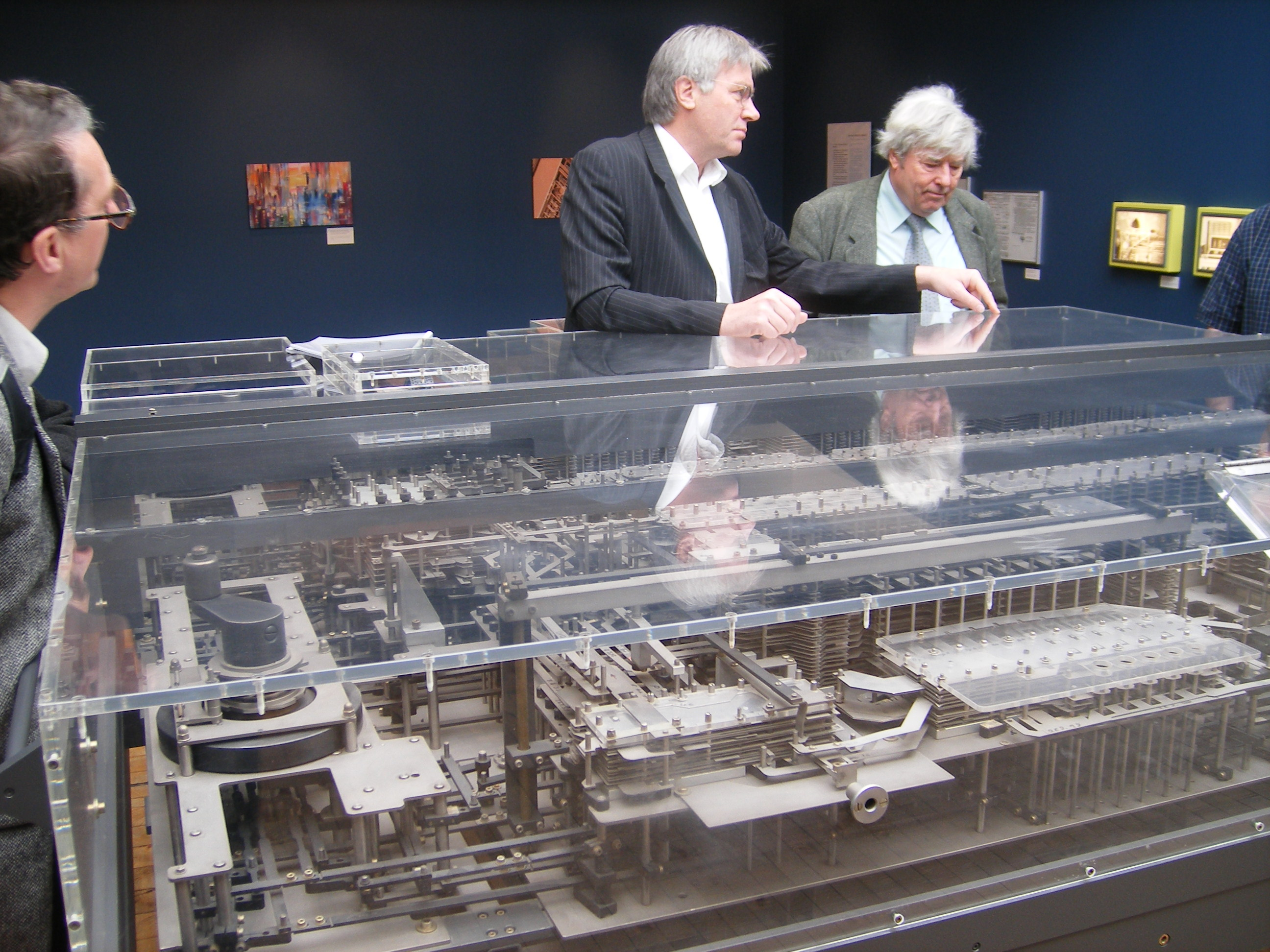
Nachbau der Z1 (mit Horst Zuse)

Das Ergebnis war der mechanische Rechner Z1, der als erster Rechner mit binären Zahlen in Gleitkommarechnung arbeitete, ein Eingabe-/Ausgabewerk, ein Rechenwerk und ein Speicherwerk besaß und mit gelochten Filmstreifen programmiert werden konnte. Nachdem die Z1 trotz mechanischer Probleme das Prinzip nachgewiesen hatte, erhielt Zuse geringe öffentliche Forschungsmittel, mit denen er 1941 unter Mitarbeit von Schreyer die Z3, den ersten funktionsfähigen Universalrechner der Welt, bauen konnte.
Viele spätere Mitglieder des Motiv verbrachten eine Station ihres Arbeitslebens in der Zuse KG (1949–1971).

## Verhältnisse
Der AV Motiv war seit 1929 Mitglied im Korporationsverband Schwarzer Ring (SR), ab dem 23. Mai 1954 in dessen Nachfolgeorganisation Wernigeroder Schwarzer Verband (WSV) und wurde am 23. Juni 1973 bei dessen Verschmelzung mit dem alten Miltenberger Ring Mitglied im Miltenberg-Wernigeroder Ring (MWR), dem er heute jedoch nicht mehr angehört.

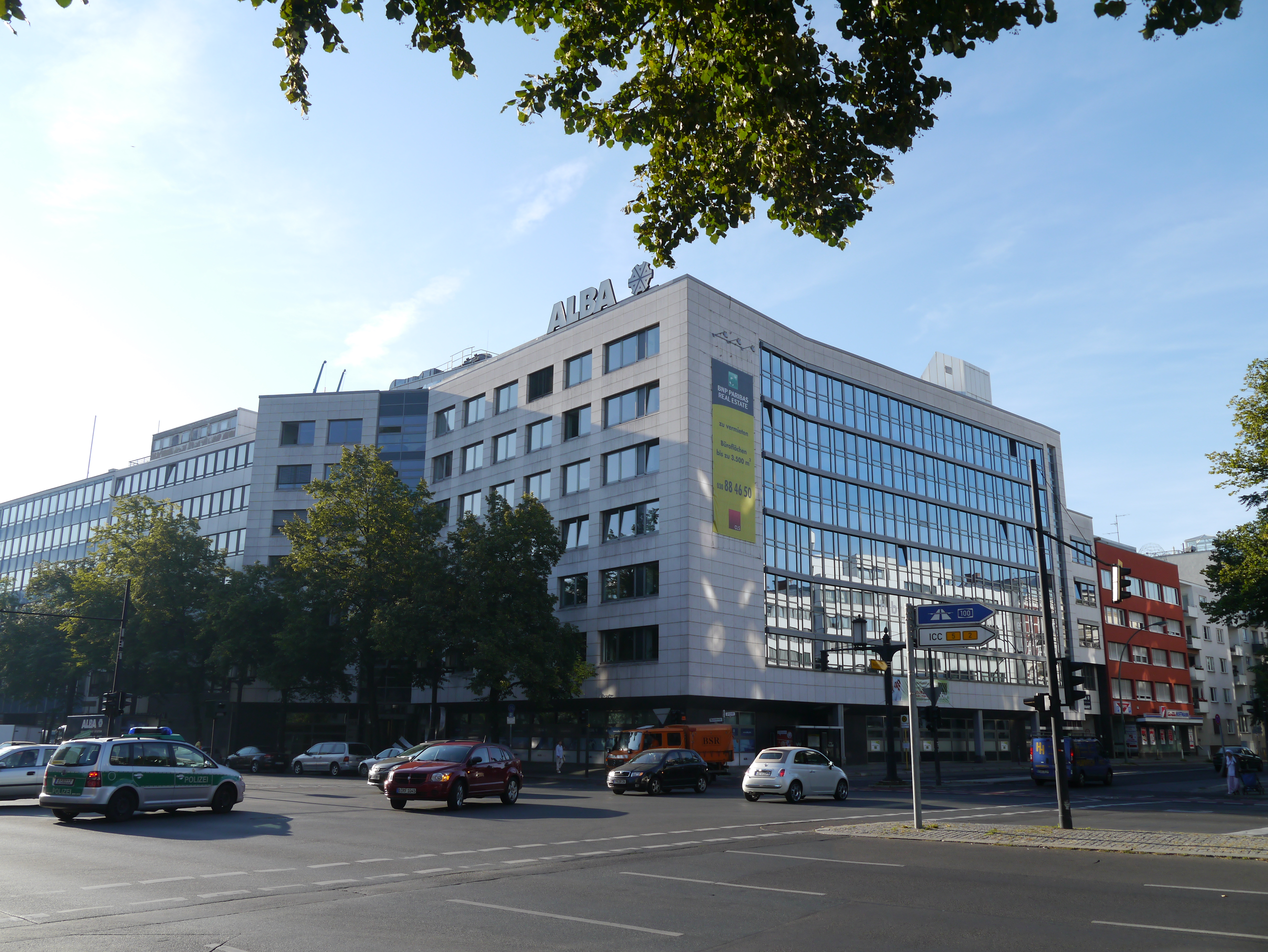
Heute mit roter Fassade und von der Umgebung fast erdrückt: Motivhaus Leibnizstraße 14 (rechts)

Im Jahr 1968 bezog der AV Motiv in der Leibnizstraße 14 ein neues Vereinsheim, das von dem Architekten und Motiv-Mitglied Otto Risse entworfen worden war. Der AV Motiv führt die Farben Blau-Gold, die allerdings nicht getragen werden.

## Bekannte Mitglieder
- Wilhelm Stier (1799–1856), Architekt und Hochschullehrer an der Berliner Bauakademie
- Martin Gropius (1824–1880), Architekt
- James Hobrecht (1825–1902), Stadtplaner
- Hubert Stier (1838–1907), Architekt
- Carl Humann (1839–1896), Ingenieur, Architekt und Klassischer Archäologe
- Josef Stübben (1845–1936), Architekt und Stadtplaner
- Ludwig Hoffmann (1852–1932), Stadtbaurat
- Alfred Messel (1853–1909), Architekt
- Hubert Engels (1854–1945), Wasserbauingenieur und Hochschullehrer
- Max Grantz (1854–1945), Professor für Wasserbau und Wasserwirtschaft
- Max Möller (1854–1935), Bauingenieur und Konstrukteur
- Hugo Hartung (1855–1932), Architekt und Architekturhistoriker
- Bernhard Sehring (1855–1941), Architekt
- Ewald Genzmer (1856–1932), Stadtbaurat in Halle, Hochschullehrer in Danzig und Dresden
- Hermann Muthesius (1861–1927), Architekt und Mitbegründer des Deutschen Werkbundes
- Fritz Klingholz (1861–1921), Architekt und Hochschullehrer
- Theodor Rehbock (1864–1950), Wasserbauingenieur und Professor in Karlsruhe
- Bruno Schulz (1865–1932), Architekt und Hochschullehrer
- Alfred Breslauer (1866–1954), Architekt
- Ernst Lucht (1871–1934), Architekt und preußischer Baubeamter
- August Hertwig (1872–1955), Bauingenieur und Rektor der RWTH Aachen
- Johann de Jonge (1873–1943), Architekt
- Gerhard de Jonge (1875–1945), Professor für Eisenbahnbau
- Otto Blum (1876–1944), Eisenbahningenieur und Hochschullehrer
- Erich Giese (1876–nach 1943), Verkehrsbau-Ingenieur, Verkehrsplaner und Hochschullehrer
- Robert Hiecke (1876–1952), Denkmalpfleger
- Friedrich Fischer (1879–1944), Architekt und Hochschullehrer
- Max Kämper (1879–1916), Ingenieur und Höhlenforscher
- Arnold Knoblauch (1879–1963), Architekt
- Karl August Hoepfner (1880–1945), Tiefbauingenieur und Stadtplaner
- Heinrich Wolff (1880–1944), Architekt und Reichsbank-Baudirektor
- Eugen Vögler (1884–1956), Manager
- Heinrich Rosskotten (1886–1972), Architekt
- Otto Haupt (1891–1966), Architekt, Kunstgewerbler und Hochschullehrer
- Otto Risse (1898–1989), Architekt
- Carl Mertz (1908–1978), Architekt
- Konrad Zuse (1910–1995), Bauingenieur, Erfinder und Unternehmer
- Helmut Schreyer (1912–1984), Fernmeldefachmann, Erfinder und Hochschullehrer
- Horst Zuse (* 1945), Hochschullehrer im Bereich der Softwaretechnik